# Ryszard Prostak
Ryszard Marian Prostak (ur. 15 sierpnia 1957 we Wrocławiu) – polski koszykarz, reprezentant Polski, olimpijczyk (1980), występujący na pozycji rozgrywającego, pięciokrotny mistrz Polski, zawodnik Śląska Wrocław i Stali Bobrek Bytom.

## Kariera sportowa

### Kariera klubowa
Jest wychowankiem Śląska Wrocław, w którego barwach debiutował w ekstraklasie w sezonie 1975/1976 i w ciągu 14 sezonów wywalczył pięć tytułów mistrza Polski (1977, 1979, 1980, 1981, 1987), dwa tytuły wicemistrza Polski (1978, 1989) i cztery brązowe medale mistrzostw Polski (1982, 1985, 1986, 1990). W latach 1990–1992 występował w Stali Bobrek Bytom i w 1992 zdobył brązowy medal mistrzostw Polski. W sezonie 1994/1995 był graczem II-ligowego OKSIW Pleszew.

### Kariera reprezentacyjna
Z reprezentacją Polski juniorów wystąpił na mistrzostwach Europy w 1976 (6. miejsce). Z reprezentacją Polski seniorów czterokrotnie zagrał na mistrzostwach Europy (1979 – 7 m., 1981 – 7 m., 1983 – 9 m., 1987 – 7 m.) oraz na turnieju Igrzysk Olimpijskich w Moskwie (1980 – 7 m.). Łącznie w I reprezentacji Polski wystąpił w latach 1977–1987 96 razy, zdobywając 332 punkty.
Po zakończeniu kariery pracował jako trener (m.in. w Ślęzy Wrocław). Jest absolwentem studiów prawniczych na Uniwersytecie Wrocławskim.
Koszykarzami są jego synowie Tomasz (reprezentant Polski kadetów, juniorów i drużyny młodzieżowej, zawodnik klubów I-ligowych), Maciej i Paweł (zawodnik rezerw Śląska Wrocław).

## Osiągnięcia

### Drużynowe
- Mistrz Polski (1977, 1979, 1980, 1981, 1987)
- Wicemistrz Polski (1978, 1989)
- Brązowy medalista mistrzostw Polski (1982, 1985, 1986, 1990, 1992)
- Zdobywca Puchar Polski (1977, 1980, 1989, 1990)
- Uczestnik międzynarodowych rozgrywek:
  - Pucharu Europy Mistrzów Krajowych (1977/1978 – grupa ćwierćfinałowa – TOP 18, 1980/1981 – grupa ćwierćfinałowa – TOP 24, 1987/1988 – TOP 16)
  - Europejskiego Pucharu Zdobywców Pucharów (1978/1979 – TOP 8)

### Indywidualne
- Zaliczony do I składu polskiej ligi (1981, 1987)
- 2. miejsce w historii Śląska Wrocław pod względem liczby występów (400)

### Reprezentacja
- Uczestnik:
  - igrzysk olimpijskich (1980 – 7. miejsce)
  - mistrzostw Europy:
    - 1979 – 7. miejsce, 1981 – 7. miejsce, 1983 – 9. miejsce, 1987 – 7. miejsce
    - U–18 (1976 – 6. miejsce)

### Trenerskie
- Brązowy medalista mistrzostw Polski kobiet (2001, 2002 – jako asystent trenera)